# RCR Arquitectes
RCR Arquitectes est une agence d'architecture catalane, créée en 1987 à Olot par Rafael Aranda, Carme Pigem et Ramon Vilalta. En France, RCR a notamment réalisé le Musée Soulages à Rodez en 2008 (inauguré le 30 mai 2014), et le centre d'art La Cuisine à Nègrepelisse en 2009 (inauguré le 14 juin 2014).
Le 1er mars 2017, le collectif se voit décerner le Prix Pritzker.

## Prix et récompenses
- 2001 : Sélectionnés pour le Prix de l'Union européenne pour l'architecture contemporaine Mies-van-der-Rohe (Centro Recreativo y Cultural, en Riudaura)[2].
- 2002 : Prix FAD et prix du public FAD (Estadio de Atletismo Tussols-Basil)[réf. nécessaire].
- 2003 : Sélectionnés pour le Prix de l'Union européenne pour l'architecture contemporaine Mies van der Rohe (Estadio de Atletismo Tussols-Basil)[3], prix du public FAD (Restaurante Les Cols).
- 2004 : Prix FAD et prix du public FAD (La Vila de Trincheria)[réf. nécessaire].
- 2005 : Prix national de la culture, Prix d’Architecture de la Generalitat de Catalunya[réf. nécessaire].
- 2006 : Prix FAD ex æquo (Restaurante Les Cols), ex æquo 4e Prix Européen Rosa Barba paysage (Parc de Pedra Tosca, Les Preses)[réf. nécessaire].
- 2008 : Décoration au titre de Chevalier dans l’ordre des Arts et des Lettres par le ministère de la culture français[4].
- 2009 : Sélectionnés pour le Prix de l'Union européenne pour l'architecture contemporaine Mies van der Rohe (bodegas Belloc)[5], finalistes du Prix de l'Union européenne pour l'architecture contemporaine Mies van der Rohe (biblioteca San Antoni)[6].
- 2010 : Membres d’honneur de l’American Institute of Architecture (AIA)[7].
- 2017 : Lauréats du Prix Pritzker[8].